# Quận Douglas, Colorado
Quận Douglas là một quận thuộc tiểu bang Colorado, Hoa Kỳ.
Quận này được đặt tên theo Stephen A. Douglas. Theo điều tra dân số của Cục điều tra dân số Hoa Kỳ năm 2010, quận có dân số 285465 người. Quận lỵ đóng ở Castle Rock.

## Địa lý
Theo Cục điều tra dân số Hoa Kỳ, quận có diện tích 2183 km2, trong đó có 7 km2 là diện tích mặt nước.